# Mecetka, Antrațît
Mecetka (în ucraineană Мечетка) este un sat în comuna Rebrîkove din raionul Antrațît, regiunea Luhansk, Ucraina.

## Demografie
Componența lingvistică a localității Mecetka
     Ucraineană (95,06%)
     Rusă (4,94%)
Conform recensământului din 2001, majoritatea populației localității Mecetka era vorbitoare de ucraineană (95,06%), existând în minoritate și vorbitori de rusă (4,94%).